# WING (ぱすぽ☆の曲)
「WING」（ウイング）は、ぱすぽ☆の6thシングル。2012年10月3日にユニバーサルJから発売された。世界一周ロックの旅ぱすぽ☆エアライン3部作の第3弾「ぱすぽ☆meets German METAL」である。

## 概要
ファーストクラス盤とエコノミークラス盤の2形態と、ユニバーサルミュージックストア限定盤（入場パスポート付CD、機内サービス盤18形態、特別チャーター便ライブチケット付きCD4形態）の計25形態でのリリース。初回限定盤にはDVDの他に10月8日にZepp Tokyoで開催される「WINGフェス」1部もしくは2部に応募可能な入場パスポートが封入されている。入場パスポート付CDは3部のパスポートになる。機内サービス盤は個別握手券、特別チャーター便ライブチケット付きCDは東京、名古屋、大阪で開催されるライブのチケットが封入されている。
次作「サクラ小町」からグループ名がアルファベット表記に変更されたため、この作品がぱすぽ☆名義としては最後のシングルとなった。

## 販売形態
- ファーストクラス盤（UPCH-9785）
- エコノミークラス盤（UPCH-5772）

### ユニバーサルミュージックストア限定発売
- 「WINGフェス」入場パスポート付き（PDCJ-5011）
- 機内サービス盤（18種、PDCJ-1982〜99）
- 特別チャーター便チケット付き（4種、D2CJ-1006〜09）

## 収録曲

### ファーストクラス盤
1. WING [4:02]
作詞：ペンネとアラビアータ、作曲・編曲：Erik Lidbom
2. ダムダムフリーダム [3:36]
作詞・作曲：ペンネとアラビアータ、編曲：Adoriano Spinesi
3. WING（Instrumental）
4. ダムダムフリーダム（Instrumental）

DVD
1. WING（Music Video）

### エコノミークラス盤
1. WING
2. ダムダムフリーダム
3. WING（Instrumental）
4. ダムダムフリーダム（Instrumental）

### 入場パスポート付CD
1. WING
2. ダムダムフリーダム
3. WING（Instrumental）
4. ダムダムフリーダム（Instrumental）

### 機内サービス盤
1. WING
2. 2DAYS
作詞：ペンネとアラビアータ、作曲：Steve Smith、Anthony Anderson、Dane Anthony DeViller、Sean Syed Hosein、Schara Taylor Chalmers
3. WING（Instrumental）
4. 2DAYS（Instrumental）

### 特別チャーター便ライブチケット付きCD
1. WING